# کری لاد
کری لاد (به انگلیسی: Carrie Ladd) یک کشتی بود که طول آن ۱۲۶ فوت (۳۸ متر) بود. این کشتی در سال ۱۸۵۸ ساخته شد.